# Castillo de Santa Catalina (Jaén)
El castillo de Santa Catalina, o alcázar nuevo es una antigua construcción defensiva de acabado cristiano-medieval, que corona el cerro del mismo nombre, en una estribación de la Sierra de Jabalcuz a 820 m de altitud, desde la cual se divisa toda la ciudad de Jaén, los olivares y las montañas circundantes de la zona. Es una de las tres fortalezas que constituyen el recinto defensivo Castillo de Jaén, junto con el Alcázar Viejo y el Abrehuí.
El nombre le viene dado por la capilla que se construiría en el castillo tras su conquista. La capilla de Santa Catalina de Alejandría es de estilo gótico, y fue construida entre los siglos XIII y XIV.
Es bien de interés cultural desde 1931.
En 1965 se construyó junto a la fortaleza un Parador Nacional de Turismo.

## Descripción
Este recinto se asienta sobre la roca viva del cerro. En su lado oeste, se sitúa la Torre del Homenaje que, en otros tiempos, servía de vertebración con la antigua alcazaba. Es una gran torre de planta cuadrada, con 15,45 m de lado, y más de 30 m de altura, con tres plantas y terraza, con bóvedas cruzadas con arcos ojivales, y acceso desde el patio de armas.
Todo el perímetro sur carece de torres, al estar construido sobre un escarpe vertical. Hay en este paño, una poterna y un saledizo, que alberga una letrina. En cambio, en su perímetro norte hay situadas tres torres, dos de ellas albarranas y una tercera, junto a la puerta de acceso. Finalmente, existe una quinta torre, pentagonal, en el extremo oriental del recinto. El patio de armas es de gran superficie, y en él se encuentran restos de construcciones diversas, entre ellas dos aljibes y un bastión.
Todo el paramento de este castillo responde a un tipo arquitectónico nuevo, en relación con la alcazaba existente: mampostería menuda en la obra general, sillar o sillarejo en los ángulos, y ladrillo o dovelas de cantería en los arcos.

## Proceso histórico

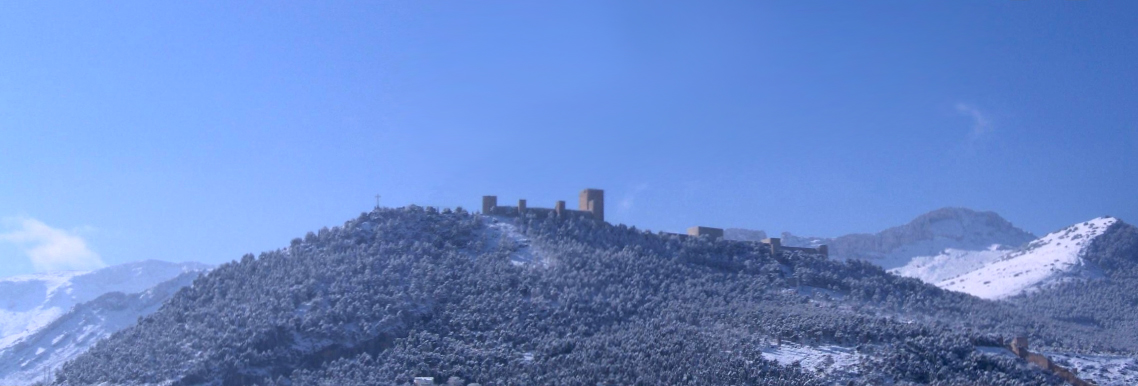
El Cerro de Santa Catalina, con la Cruz a la izquierda, el Castillo en el centro y la muralla abajo a la derecha.

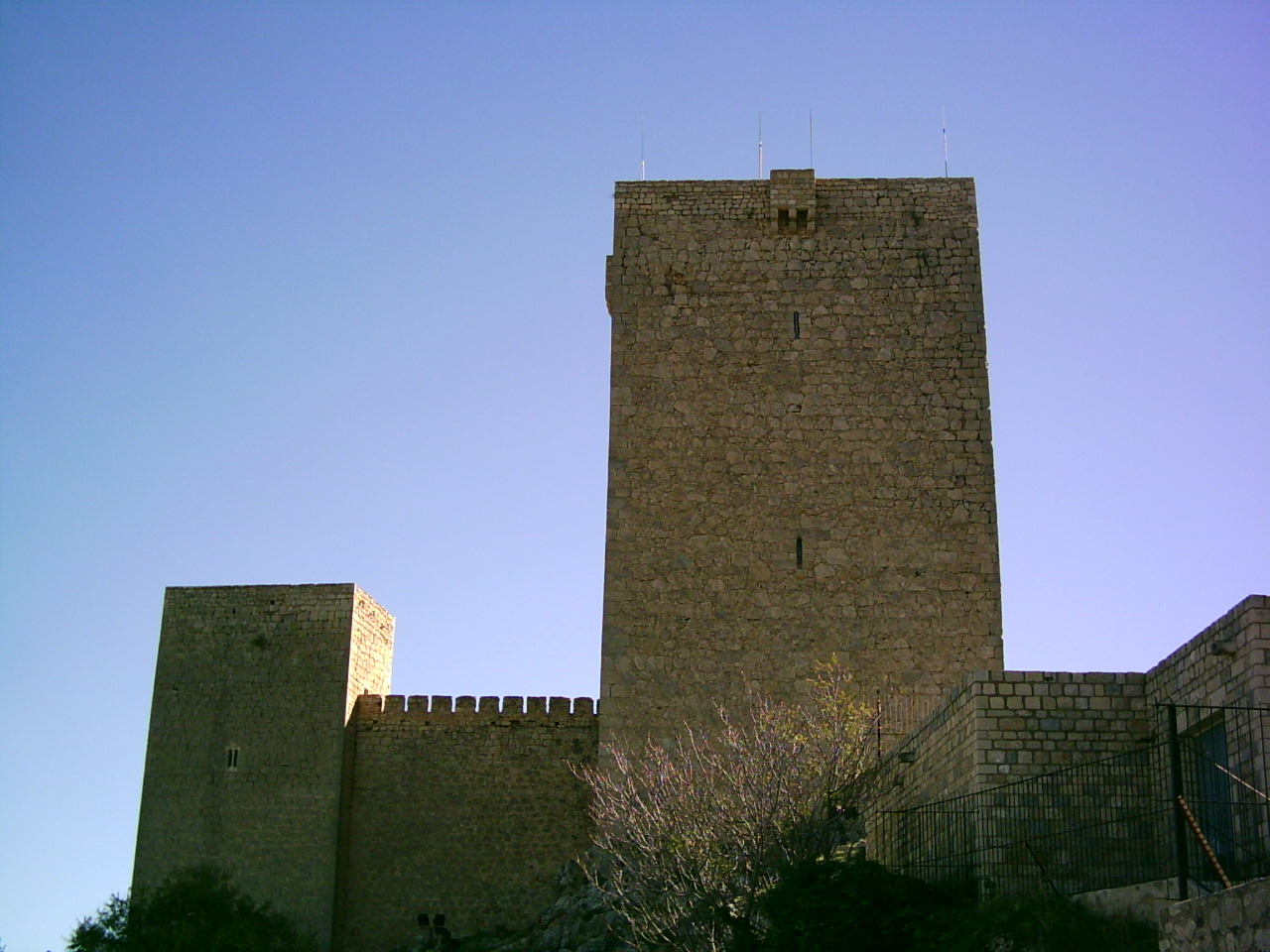
Vista exterior del castillo.

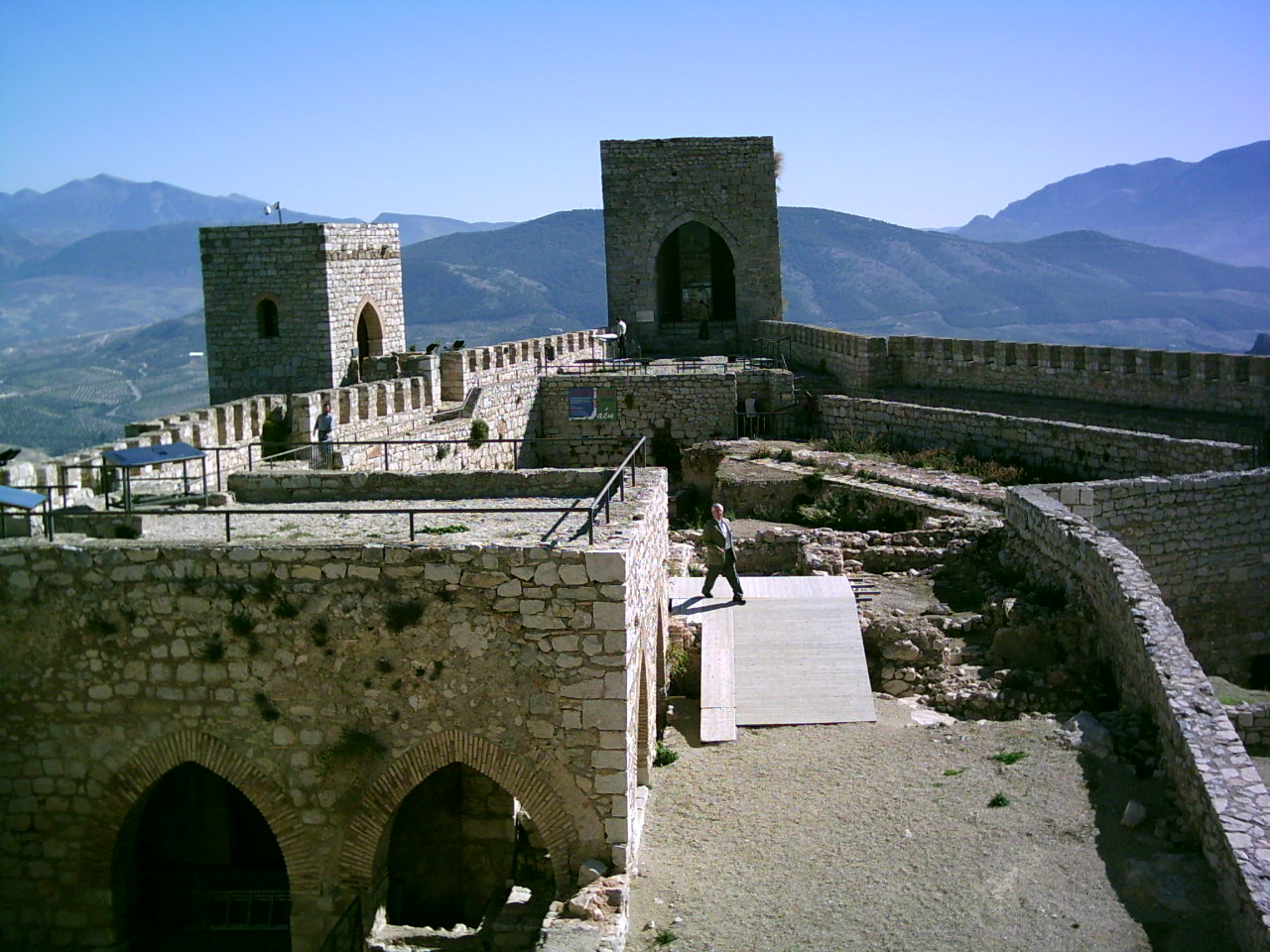
Patio interior del Alcázar Nuevo.

Los primeros indicios de ocupación del cerro de Santa Catalina se remontan a la Edad del Bronce, correspondiendo a restos cerámicos hallados en la ladera norte y en la cima, sin evidencias concretas en cuanto al tipo de hábitat.

### Los íberos
Los primeros elementos defensivos que se advierten en el cerro de Santa Catalina datan de la época ibérica; son restos ciclópeos situados en la ladera septentrional del cerro y correspondientes a un oppidum, y relacionado especialmente con el cercano asentamiento de Puente Tablas, del cual habría absorbido su población tras un primer abandono de este último que se aprecia en la transición entre el siglo IV a. C. y el siglo III a. C.. La función propiamente militar del cerro se remonta a la época cartaginesa, cuando Aníbal construyó una importante fortaleza para proteger la colonia cartaginesa que fundó en la ciudad, una instalación que sería mantenida y reforzada por los romanos tras la conquista.

### Al Ándalus
En época islámica (a partir del siglo VIII) comienza la reconstrucción del  nuevo recinto fortificado en la cumbre del cerro, que sufriría progresivas ampliaciones hasta alcanzar su máximo tamaño entre los siglos XII y XIII.
Así pues, junto al Castillo de Santa Catalina, donde hoy está el Parador Nacional, existió una fortaleza anterior, el Alcázar Viejo, de la que aún quedan algunas evidencias. También es de esta época (XII-XIII) el tercer recinto del alcázar, denominado Abrehuí.

### Conquista castellana en 1246
No obstante, la construcción visible actual es de origen castellano, siendo erigida tras la conquista de la ciudad por Fernando III de Castilla en 1246, quien por tanto se la arrebató al rey de Granada, Al-Ahmar.
Aunque el Alcázar Nuevo fue mandado construir por Fernando III de Castilla, fueron Alfonso X y Fernando IV los reyes que intensificaron y culminaron las obras.
Durante el siglo XV se llevaron a cabo unas reformas impulsadas por el Condestable de Castilla Miguel Lucas de Iranzo, que dio lugar a la unión del Alcázar Nuevo y el Alcázar de Abrehuy, separados hasta entonces por una explanada. Estas obras finalizarían con la construcción de la Torre del Homenaje. De ello existe constancia documental pues, en 1529, "hubo que gastar 10.000 maravedís en obra urgente" en el castillo.

### Las tropas napoleónicas

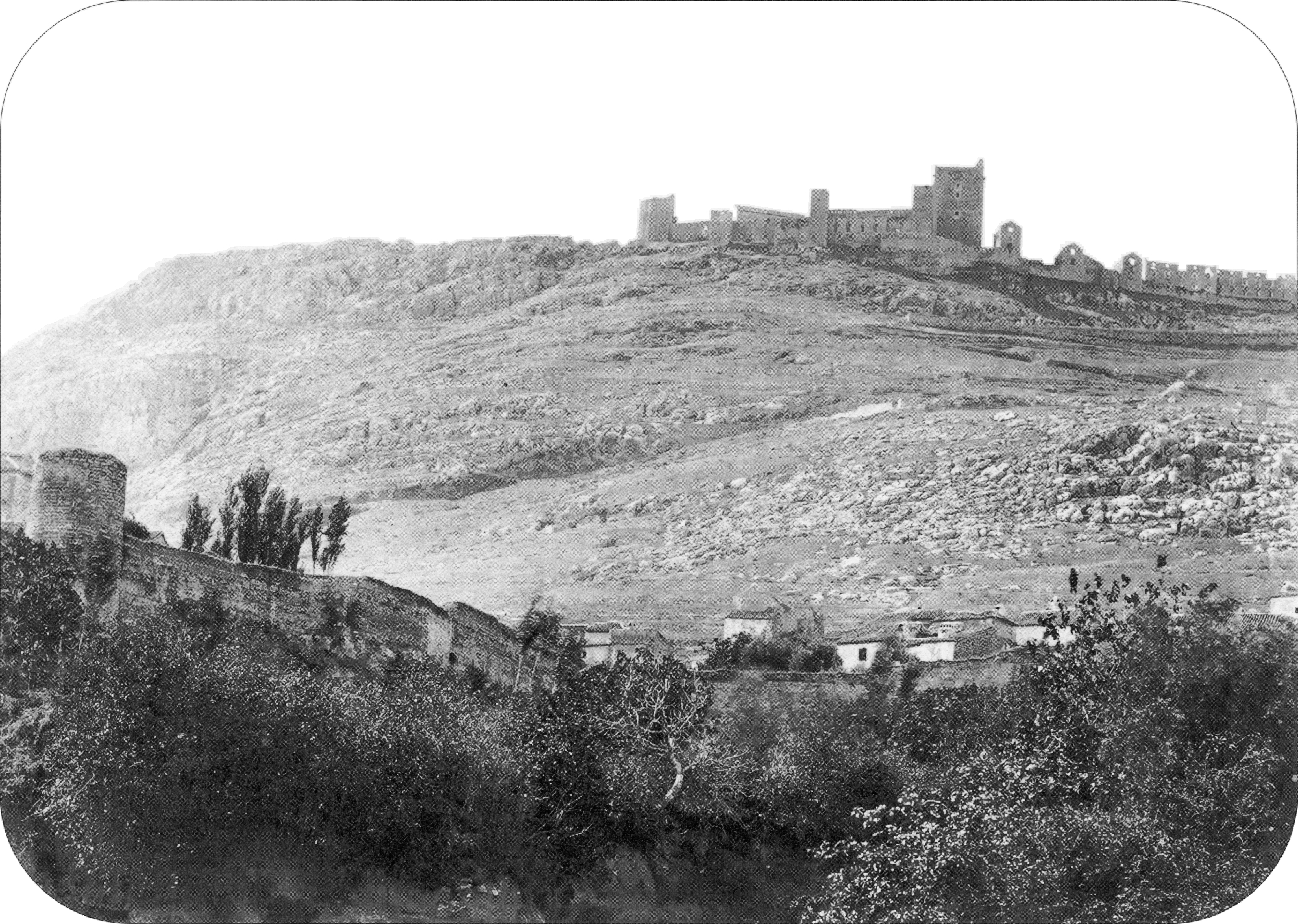
El castillo en 1862; aún se divisaban las construcciones francesas (a la derecha).

En el siglo XIX, cuando Napoleón Bonaparte entra en España y sus tropas llegan hasta la ciudad de Jaén, el Castillo de Santa Catalina fue modificado por las tropas napoleónicas, que destruirían parte del aljibe, con objeto de albergar en su interior un polvorín, donde surgirían dos habitaciones usadas como caballerizas. Un hospital sería construido por los franceses, que se asentaron con gusto en este castillo durante la ocupación francesa, de tal forma que se realizaron varias reformas dentro de las cuales están los pabellones para el gobernador, una plataforma artillera o incluso un área de oficinas. A la salida de la ciudad los franceses volaron el castillo para que otras tropas no pudieran usarlo.

### Edad Contemporánea
- En la actualidad tan sólo se conserva el Alcázar Nuevo, así como resquicios y evidencias de otras construcciones del pasado.
- El 3 de junio de 1931, se declaró mediante un decreto Monumento Histórico Artístico.
- En 1948 el Ayuntamiento de Jaén compró el castillo, pasando a ser desde entonces propiedad del mismo.
- Sobre los restos que ocupaban las otras dos fortalezas, se construyó en 1965 el actual Parador Nacional de Turismo, cuyas obras destruyeron irreparablemente numerosas estructuras y niveles arqueológicos, a la vez que se ocultaban otras tras refuerzos de mampostería.
- El día de Santa Catalina (25 de noviembre), la tradición es subir a pie al castillo y asar sardinas.[7] Además de convertirse en lugar de encuentro y de paseo, el castillo ha dado lugar a varias leyendas populares.

## Parador Nacional
Como establecimiento hotelero, ha sido incluido entre los diez mejores castillos de Europa en los que hospedarse por los usuarios de TripAdvisor, la mayor comunidad de viajeros en Internet.

## Descripción turística

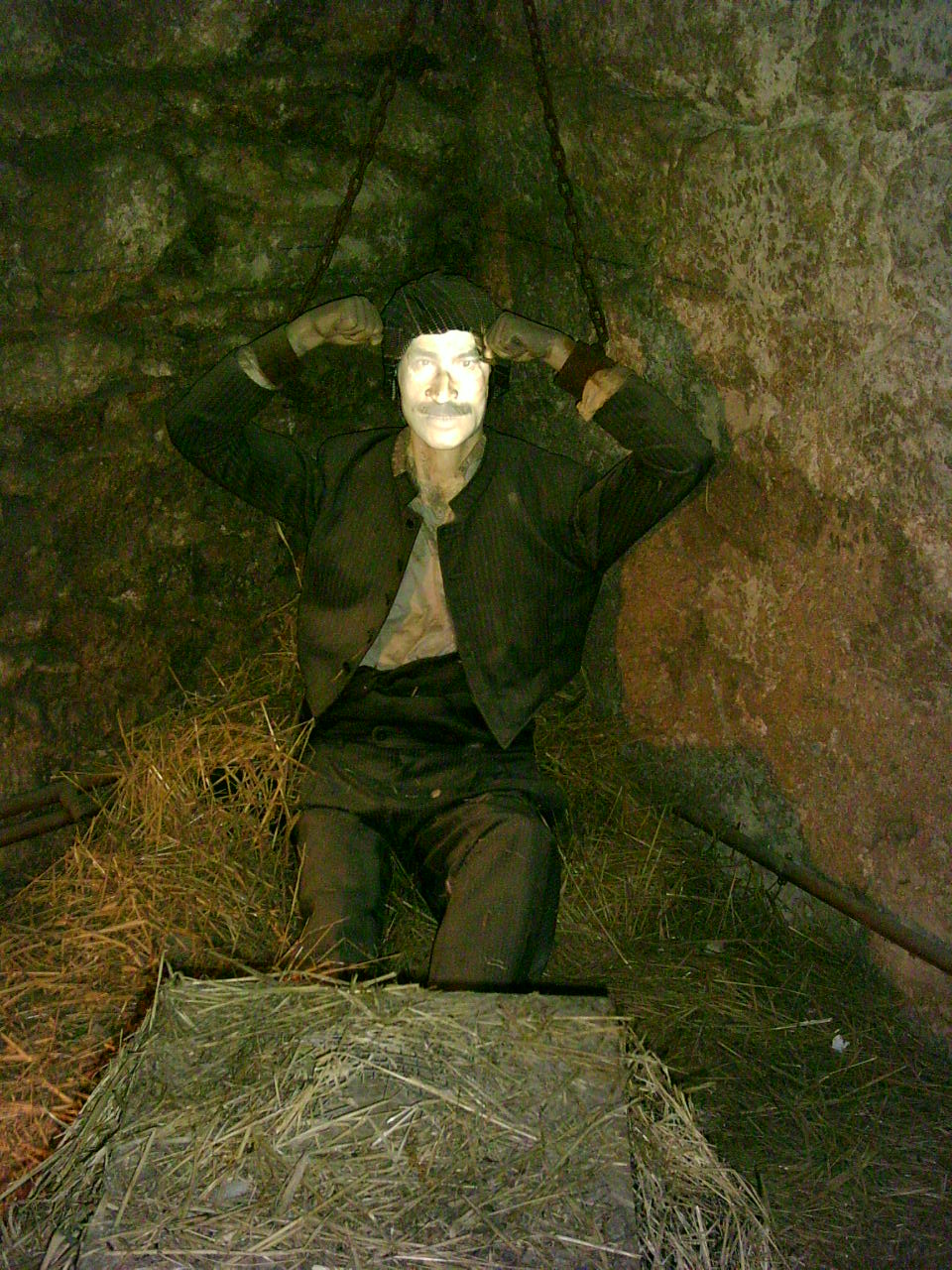
Maniquí parlante en la Prisión del Castillo. Recreación del periodo de la invasión francesa.

El castillo de Santa Catalina, elemento de identidad para Jaén Se ha transformado en un monumento visitable de interés turístico, en un lugar clave para la ciudad, un símbolo y un espacio cultural donde la historia cobra vida por medio de exposiciones explicativas. De este modo, el visitante saldrá del castillo conociendo la singularidad del cerro de Santa Catalina, a partir del cual se centra la temática, continuando con la ocupación que ha sufrido el mismo a lo largo de la historia, por parte de las diferentes civilizaciones que llegaron a coronar su cima. Del mismo modo se trata de explicar las aportaciones culturales que dejaron aquellos que se asentaron en el cerro, aportaciones que, todavía hoy, están presentes en la vida y tradición de los jiennenses.
Aunque la superficie total del castillo, incluyendo el Patio de armas, alcanza los 3.000 m², la superficie útil reservada para la exposición interpretativa, es de unos 525 m² aproximadamente. Para empezar, se describe la Sala de Recepción y Conferencias de la Torre del Homenaje, donde por medio de un audiovisual se ofrece una primera impresión acerca de los contenidos del Castillo. De este modo, se introducen los diversos espacios donde el visitante podrá "viajar al pasado", empezando por entrar en la Torre de las  Troneras, lugar donde se alojaban las letrinas, y donde podrá apreciar el sistema de evacuación por gravedad así como el de ventilación.
En la Torre de la Vela, se emitirá a través de una pantalla una representación virtual de la fortaleza durante la ocupación francesa. También es visitable la Prisión ambientada en la época de la ocupación francesa, espacio de 60 m² donde se encuentran los calabozos, que tuvieron un importante uso por aquel entonces. Continuando con la visita, la Torre albarrana cuenta con diferentes sistemas multimedia, por lo que a través de los diferentes dispositivos, paneles interactivos y pantallas táctiles, se introduce al visitante en los aspectos históricos, culturales y sociales de la ciudad de Jaén. Además, un espacio-museo está localizado en la Torre de las Damas, lugar en la que se exponen piezas arqueológicas halladas en el recinto.

## La Cruz

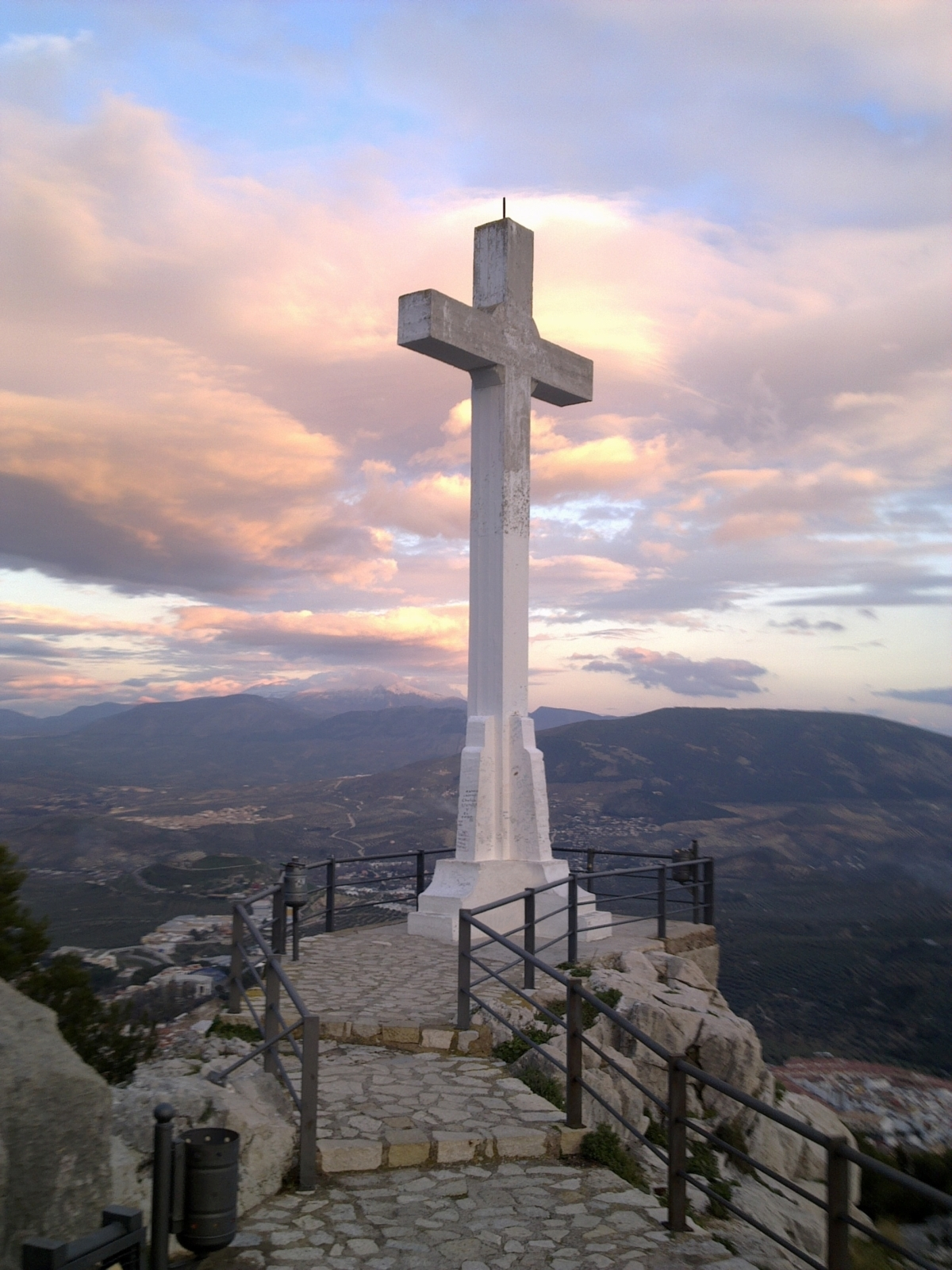
Cruz del Castillo.

Ubicada a la izquierda del castillo, en el punto más elevado de la ciudad, se observa una gran cruz, famosa si bien no por su valor intrínseco, sí por ser un perenne símbolo de la ciudad. Se dice que esta cruz monumental hace memoria a la que en aquel mismo lugar mandó colocar Fernando III el Santo tras arrebatar la fortaleza al rey Alhamar, y es que aunque este monumento se reconoce y caracteriza por sus grandes dimensiones, cuenta la leyenda que, en realidad, esta cruz había sido anteriormente de madera, y/o piedra de unas proporciones mucho más pequeñas, frecuentemente derribada por el formidable viento tan  típico de Jaén.
La cruz actual es una donación de la familia Balguerias, existiendo una lápida de mármol gris donde se inscribe y hace referencia a la cesión de esta cruz para la ciudad de Jaén por parte de la misma. 

Esta Cruz, siguiendo piadosa tradición, ha sido costeada y donada al pueblo de Jaén, por los hermanos de doña Dolores y don Eduardo Balguerías Quesada. Jaén, Octubre de 1951-

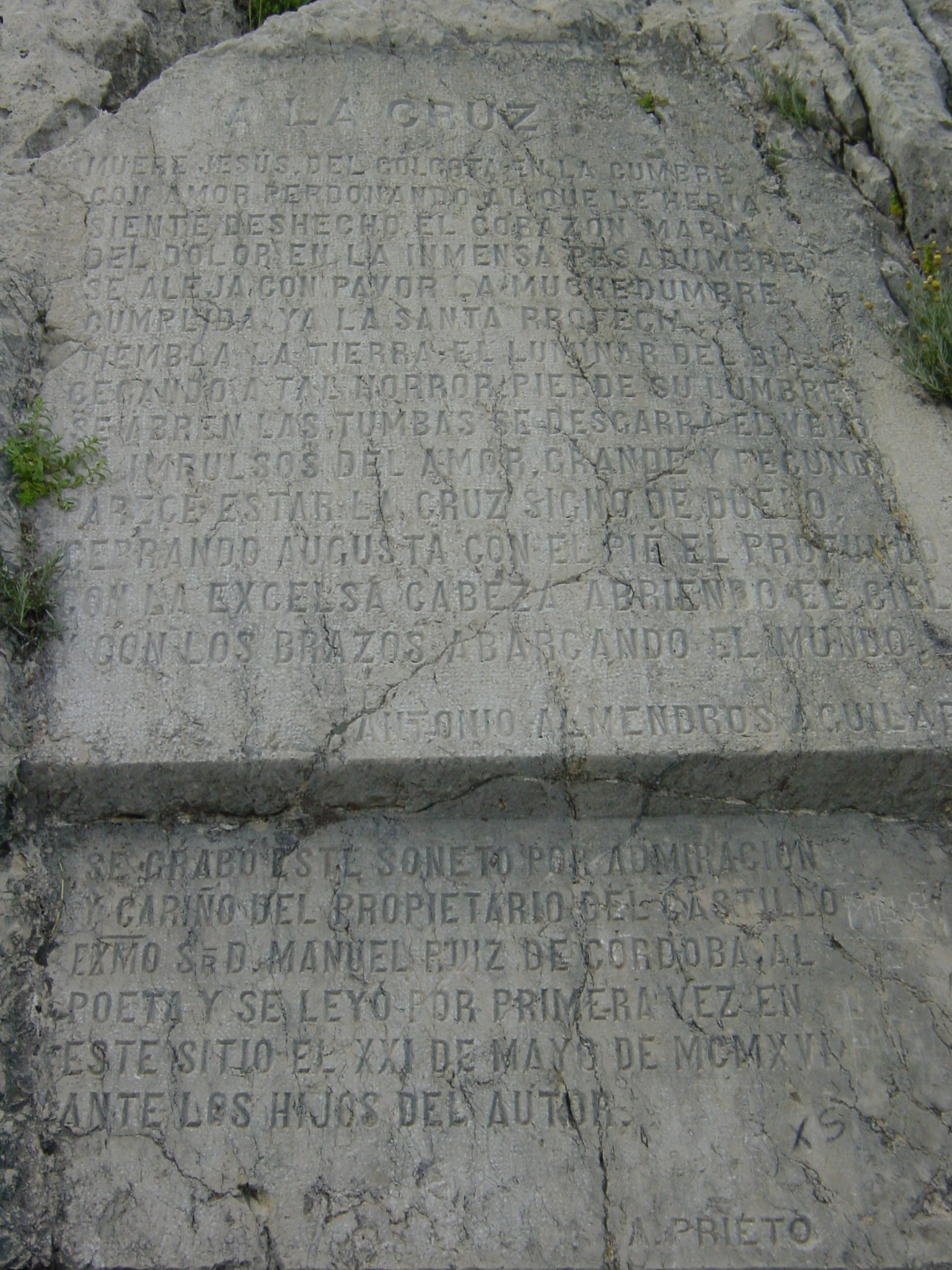
Soneto a la Cruz.

Para la posteridad ha quedado también grabado en la cruz (por el cantero Antonio Prieto), un hermoso Soneto a la Cruz de Antonio Almendros Aguilar, que le da una mayor identidad, si cabe, a este símbolo jiennense.

La Cruz

Muere Jesús del Gólgota en la cumbre

con amor perdonado el que le hería;

siente deshecho el corazón María

del dolor de la inmensa pesadumbre.

Se aleja con pavor la muchedumbre

cumplida ya la santa profecía;

tiembla la tierra; el luminar del día

cegando a tanto horror, pierde su lumbre.

Se abren las tumbas, se desgarra el velo

y a impulsos de amor, grande y fecundo,

parece estar la cruz, signo de duelo,

cerrando, augusta, con el pie el profundo,

con la excelsa cabeza abriendo el cielo

y con los brazos abarcando al mundo.
Antonio Almendros Aguilar

## Plano del castillo

Plano del Castillo de Santa Catalina: A. Puerta principal; B. Aljibes; C. Dependencias; D. Molino; E. Plataformas; F. Plataforma de artillería; G. Polvorín mayor; H. Caballerizas; I. Cocina; J. Oficinas; K. Hospital; L. Patio superior; M. Patio inferior; N. Portillo. Torres: 1. Torre de las Damas; 2. Torre albarrana de la capilla de Santa Catalina; 3. Torre albarrana; 4. Torre de la Vela; 5. Torre de las troneras; 6. Torre del Homenaje.